# 120 mm działo bezodrzutowe L1 BAT
L1 BAT – brytyjskie działo bezodrzutowe kalibru 120 mm. Działa tego typu były umieszczone na szczeblu batalionu i miały pełnić rolę broni przeciwpancernej. Działo L1 zostało skonstruowane pod koniec 40. XX wieku. Następcą L1 było działo L4 Mobat.